# 张荣锁
张荣锁（1956年—），河南辉县人，因只身率领村民为开崖修路，被评为2002年第一届感动中国十大人物，被人们称为“太行赤子”和“当代愚公”。

## 生平

### 早年
张荣锁1975年参军，1980年从中国人民解放军复员。其后通过在煤矿及运输行业中工作赚取了200万元左右。

### 任回龙村党支书

#### 为回龙村输电
1993年，辉县“两委”换届，张荣锁成功当选回龙村党支书。在发现村中没有通电后，张荣锁发誓在年内将电送到回龙村。
回龙村崖上崖下相距800米，送电处与回龙村直线距离5公里，电线还必须翻越海拔1700米的老爷顶（市、镇供电部门以“电杆无法抬上山“为由而将供电计划搁置）。张荣锁亲自带人搬运电线杆，1994年2月5日，在搬运铺设了78根水泥电线杆后，回龙村连上了电网。

#### 治理山坡
回龙村在连上电网后，张荣锁又开始着手治理村内山坡。由于回龙村山坡上遍布石块，无法用于种植农作物，张荣锁决定开垦山坡。当年开垦出90亩梯田，而后三年，治理了8座荒坡，开辟出田1500亩，共种下果树3.5万株。

#### 修建公路
由于回龙村境内地理环境复杂，与外界无公路相通。张荣锁决定为回龙村修建公路，1997年，在没有国家的资助下，其带领150人进入深山修建隧道并铺设公路，在自己首批72万元资金告罄的情况下，张荣锁用变卖自己家产获得的26万元人民币继续修路。公路最终于2001年1月4日通车。
张荣锁也因此获得第一届感动中国年度人物奖。
|                                | 他已经拥有了财富，但他心里装着还在贫苦生活中的乡亲，他已经走出了大山，但他还想让所有乡亲都能够走出与世隔绝的山崖，他成就了一个多少代人未能实现的梦想，他拿出愚公移山的执著和勇气劈开了大山，在悬崖峭壁上为乡亲们开凿出通往外面世界的大道，更在人们的心中打开了一扇希望之门。它结束了一段贫困的历史，开创出一种崭新的生活。 |
| ——感动中国年度人物张荣锁颁奖词 | |

### 《感动中国》之后
在2002年获得感动中国人物奖后，张荣锁2003年被选为全国人大代表，2005年被评为全国劳模。2006年被评为全国优秀党员。
2006年8月5日张荣锁在新乡八里沟景区考察时，工作團隊與景區工作人員發生爭執並遭到景区人员的袭击。